# Theodor Siebs
Theodor Siebs (26. srpna 1862 Brémy – 28. května 1941 Vratislav) byl německý germanista a fonetik.
Siebs byl profesorem na univerzitě v Greifswaldu a později ve Vratislavi. V roce 1898 publikoval nejstarší známou kodifikaci ideální německé výslovnosti, známé jako „Bühnenaussprache“.